# 勒克瑙嗜眼吸虫
勒克瑙嗜眼吸虫（学名：Philophthalmus lucknowensis）为嗜眼科嗜眼属的动物。分布于印度、勒克瑙城以及中国大陆的广东肇庆等地，营寄生生活，终末宿主草原  、家鸭以及寄生在眼结膜囊。